# Loknîțea, Zaricine
Loknîțea (în ucraineană Локниця) este localitatea de reședință a comunei Loknîțea din raionul Zaricine, regiunea Rivne, Ucraina.

## Demografie
Componența lingvistică a localității Loknîțea
     Ucraineană (99,91%)
     Alte limbi (0,09%)
Conform recensământului din 2001, majoritatea populației localității Loknîțea era vorbitoare de ucraineană (99,91%), existând în minoritate și vorbitori de alte limbi.